# Olympische Winterspiele 1932/Eisschnelllauf – 1500 m (Männer)
Das 1500-Meter-Rennen im Eisschnelllauf der Männer bei den Olympischen Winterspielen 1932 fand am 5. Februar 1932 statt. Insgesamt nahmen 18 Teilnehmer aus sechs Ländern an dem Wettbewerb im James B. Sheffield Olympic Skating Rink teil.
In drei Vorläufen wurden insgesamt sechs Finalteilnehmer ermittelt, die in einem Finalrennen gegeneinander antraten. Der US-Amerikaner Jack Shea wurde mit einer Zeit von 2:57,5 Minuten Olympiasieger, während Silber an Alexander Hurd aus Kanada und Bronze an dessen Landsmann Willy Logan ging.

## Ergebnisse
Q – Qualifikation für die nächste Runde

### Vorläufe

#### Vorlauf 1
| Rang | Land               | Athlet            | Zeit (min) | Anmerkungen |
| ---- | ------------------ | ----------------- | ---------- | ----------- |
| 1    | Vereinigte Staaten | Herbert Taylor    | 2:49,3     | Q           |
| 2    | Kanada             | Frank Stack       |            | Q           |
| 3    | Norwegen           | Bernt Evensen     |            |             |
| 4    | Norwegen           | Hans Engnestangen |            |             |
| 5    | Finnland           | Ossi Blomqvist    |            |             |
| 6    | Japan              | Uruma Tomeju      |            |             |

#### Vorlauf 2
| Rang | Land               | Athlet          | Zeit (min) | Anmerkungen |
| ---- | ------------------ | --------------- | ---------- | ----------- |
| 1    | Vereinigte Staaten | Jack Shea       | 2:58,0     | Q           |
| 2    | Kanada             | Willy Logan     |            | Q           |
| 3    | Norwegen           | Ivar Ballangrud |            |             |
| 4    | Kanada             | Herb Flack      |            |             |
| 5    | Japan              | Ishihara Shōzō  |            |             |
| 6    | Vereinigte Staaten | Lloyd Guenther  |            |             |

#### Vorlauf 3
| Rang | Land               | Athlet           | Zeit (min) | Anmerkungen |
| ---- | ------------------ | ---------------- | ---------- | ----------- |
| 1    | Vereinigte Staaten | Raymond Murray   | 2:29,9     | Q           |
| 2    | Kanada             | Alexander Hurd   |            | Q           |
| 3    | Norwegen           | Michael Staksrud |            |             |
| 4    | Japan              | Kawamura Yasuo   |            |             |
| 5    | Japan              | Kitani Tokuo     |            |             |
| 6    | Schweden           | Ingvar Lindberg  |            |             |

### Finale
| Rang | Land               | Athlet         | Zeit (min)      |
| ---- | ------------------ | -------------- | --------------- |
| 1    | Vereinigte Staaten | Jack Shea      | 2:57,5          |
| 2    | Kanada             | Alexander Hurd | 5 m hinter Shea |
| 3    | Kanada             | Willy Logan    | 6 m hinter Shea |
| 4    | Kanada             | Frank Stack    |                 |
| 5    | Vereinigte Staaten | Raymond Murray |                 |
| 6    | Vereinigte Staaten | Herbert Taylor |                 |